# Eric Wohlberg
Eric Wohlberg (nascido em 8 de janeiro de 1965) é um ex-ciclista de estrada profissional canadense. Conquistou duas medalhas nos Jogos da Commonwealth em Kuala Lumpur, na Malásia. Ele representou o Canadá nos Jogos Olímpicos de Verão de 1996, de 2000 e de 2004.